# Université Clermont-Auvergne
A Université Clermont-Auvergne é uma universidade francesa localizada em Clermont-Ferrand, Auvérnia (região Auvérnia-Ródano-Alpes). Foi fundada a 1 de Janeiro de 2017 pela fusão das duas universidades anteriores de Auvérnia, as Universidades de Auvergne (Clermont-I) e Blaise-Pascal (Clermont-II). Foi-lhe atribuído o rótulo de excelência "Label I-Site" em 2017.

## Professores famosos
- Jacques Neveu, um matemático belga (e depois francês), especialista em teoria das probabilidades